# Versolari

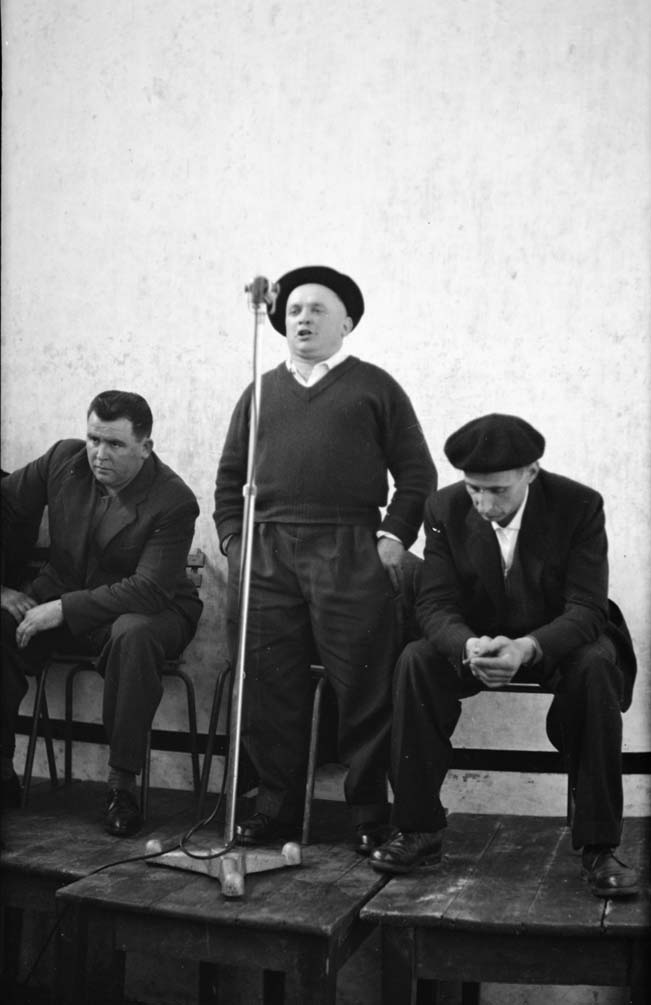
Mattin (Mattin Treku Inhargue, 1916-1981) improvisando sus versos en Sare en 1960

Un versolari (en euskera bertsolari, literalmente 'versificador') es una persona que practica el versolarismo, es decir, el arte de improvisar poemas en vasco. Son tanto cantautores como poetas (en euskera, olerkari). 
El versolarismo forma parte de una tradición de literatura oral y popular en euskera, remontándose al menos al siglo XVIII. Se trata de un tipo de arte en el que los versos se improvisan al momento, siguiendo unas reglas de rima y métrica concretas. Puede practicarse en un entorno informal, como en las plazas de los pueblos, o de manera más competitiva a través de campeonatos de ámbito provincial y especialmente en el Bertsolari txapelketa nagusia (Campeonato Mayor de Versolaris), celebrado a nivel de Euskal Herria.

## El versolari como sujeto activo de la poesía oral
El versolari es considerado "sujeto activo de la poesía oral", aunque otros autores como Bernardo Atxaga lo expresen de otra manera:

"Aunque prefiero esa definición, la del bertsolari como hablante especial, no puedo dejar de lado otras que lo equiparan al poeta popular o a un autor de la literatura oral; un autor capaz de una elaboración artística en la que -al ser la estrofa una improvisación- la invención, la disposición de los elementos y la expresión se realiza simultáneamente."

## Labor del versolari
El poeta y estudioso del versolarismo Juan Mari Lekuona, sobrino de Manuel de Lekuona, describió la tarea del poeta de la siguiente manera:

En un plazo escaso de segundos el bertsolari ha intuído y ordenado materiales de su composición, ha elaborado su borrador mental; pero -y aquí reside una de las particularidades más singulares y raras de este proceso inventivo, formativo y expresivo- él concebirá su estrofa empezando no por su principio sino por su terminación final, por el último verso, subiendo luego del principio al medio. Diríamos en euskera que monta su estrofa "atzekoz aurrera" (de atrás adelante), cumpliéndose exactamente el axioma filosófico escolástico de que el fin es lo primero en la intención aun cuando sea lo último en ejecución.

## Historia
Manuel de Lekuona, en el congreso realizado por Eusko Ikaskuntza en 1930, en Vergara, con su conocido discurso llevó el origen del bertsolarismo hasta el neolítico, siendo los primeros versolaris los pastores euskaldunes del neolítico, costumbre de improvisación que mantendrían aún en la llanada Alavesa hasta finales del siglo XIX. No obstante lo cual, desde un punto de vista histórico, no existen referencias al bertsolarismo anteriores al siglo XIX, por lo que más allá de difusas referencias a las necesarias fuentes de transmisión orales a las que el ser humano estaba abocado en todos los lugares del globo antes de la plasmación escrita del lenguaje, el bertsolarismo tal y como actualmente se entiende es un fenómeno de expresión cultural y artístico decimonónico, propio de la construcción de identidades nacionales que tuvo lugar en dicho siglo.

## Versolaris
- Txirrita
- Etxahun
- Bilintx
- Pedro Mari Otaño
- Uztapide
- Basarri
- Xabier Euzkitze
- Andoni Egaña
- Xabier Amuriza
- Jon Martin
- Unai Iturriaga
- Sustrai Colina
- Igor Elortza
- Jon Maia
- Maialen Lujanbio
- Onintza Enbeita
- Aitor Mendiluze
- Amets Arzallus
- Angel Mari Peñagarikano
- Xabier Silveira
- Agin Rezola
- Fernando Aire "Xalbador"